# توني ميلز
توني ميلز (بالإنجليزية: Tony Mills)‏ هو طبيب أمريكي، ولد في 12 أكتوبر 1961 في كولومبيا في الولايات المتحدة.